# Janko Veselinović
Janko Veselinović, Јанко Веселиновић (ur. 13 maja 1862 we wsi Salaš Crnobarski, zm. 26 czerwca 1905 w Glogovacu) – serbski pisarz.

## Życiorys
Był synem duchownego prawosławnego Miloša Veselinovicia i Jelisavety. W dzieciństwie przeniósł się wraz z rodziną do Glogovaca. W 1878 ukończył szkołę w Šabacu, naukę kontynuował w szkole dla nauczycieli w Belgradzie. Po ukończeniu I roku zdał egzamin nauczycielski i zrezygnował z dalszej nauki. Od 1880 pracował jako nauczyciel we wsi Svileuva. W 1885 wziął udział w wojnie serbsko-bułgarskiej, jako kwatermistrz kompanii. Od 1893 pracował w redakcji czasopisma Srpske novine jako asystent redaktora naczelnego. Z uwagi na krytyczne wypowiedzi wobec serbskiej monarchii kilkakrotnie aresztowany w latach 1888, 1889 i 1903. Po uwolnieniu pracował w drukarni państwowej, na stanowisku korektora. W 1900 został uhonorowany Orderem Krzyża Takowy III stopnia, a w 1904 orderem Św. Sawy III stopnia. Zmarł na gruźlicę w roku 1905.
Był żonaty (w 1881 poślubił Jovankę – Jokę Jovanović ze wsi Svileuva).

## Twórczość
Pierwsze opowiadania Veselinovicia powstały w 1880. Twórczość literacka Veselinovicia obejmuje 2 powieści i 127 opowiadań z życia ludu serbskiego, utrzymane w konwencji realistycznej. Powieści Потере nie ukończył i pozostała w rękopisie. Jego twórczość została doceniona po śmierci. Powieść Hajduk Stanko rozsławił Jovan Skerlić, który w 1907 napisał obszerną recenzję dzieła w Letopisie Maticy Srpskiej. Dramat Veselinovicia Đida stał się jednym z najczęściej grywanych dramatów w teatrach serbskich w czasie I wojny światowej.
- 1888: Сељанка: приповетке из сеоског живота (powieść)
- 1886-1888: Слике из сеоског живота (2 tomy)
- 1889: Борци (opowiadania)
- 1890-1891: Пољско цвеће (opowiadania)
- 1893: Рајске душе (opowiadania)
- 1891-1896: Стари познавици (opowiadania)

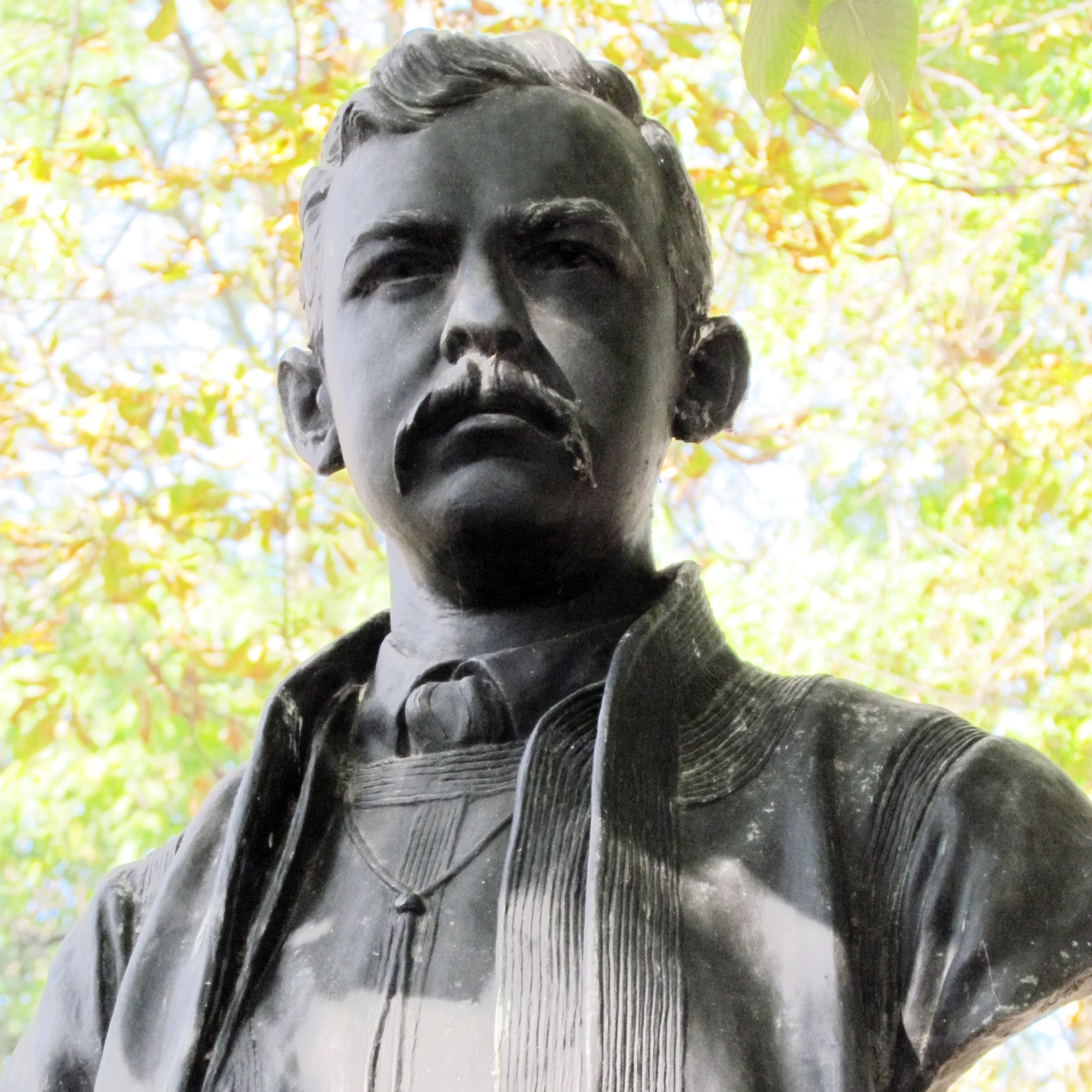
Popiersie Veselinovicia w Belgradzie

- 1896: Хајдук Станко (powieść)
- 1900: Писма са села (opowiadania)

## Pamięć
W Belgradzie, na Kalemegdanie znajduje się popiersie Veselinovicia, dłuta Perišy Milicia. Pomnik mu poświęcony stoi we wsi Glogovac, w której spędził ostatnie lata życia.